# Auletta grantioides
Auletta grantioides är en svampdjursart som beskrevs av Claude Lévi och Jean Vacelet 1958. Auletta grantioides ingår i släktet Auletta och familjen Axinellidae. Inga underarter finns listade i Catalogue of Life.